# Hibiscus paramutabilis
Hibiscus paramutabilis är en malvaväxtart som beskrevs av Liberty Hyde Bailey. Hibiscus paramutabilis ingår i Hibiskussläktet som ingår i familjen malvaväxter. Utöver nominatformen finns också underarten H. p. longipedicellatus.